# 准噶尔鸦葱
准噶尔鸦葱（学名：Scorzonera songarica）为菊科鸦葱属的植物，是中国的特有植物。分布在中国大陆的新疆等地，目前尚未由人工引种栽培。
种加名 songarica  意为“准噶尔的”。